# Copa da Liga da República da Irlanda
A League of Ireland Cup (em português:  Copa da Liga da República da Irlanda), atualmente EA Sports Cup por motivos de patrocínio, é uma competição do futebol irlandês aberta apenas aos times da Premier League da Irlanda (1ª divisão) e aos times da League of Ireland First Division, equivalente à 2ª divisão. O torneio é organizado pela Associação de Futebol da Irlanda . A competição foi estabelecida em 1973 e é considerada como a segunda competição de copa mais importante na República da Irlanda, atrás apenas da Copa da República da Irlanda. A diferença é que na Copa da Irlanda do Norte, participam diversos clubes amadores e júniores.

## Finais
| Temporada | Campeão               | Placar               | Vice-Campeão          | Estádio                               |
| --------- | --------------------- | -------------------- | --------------------- | ------------------------------------- |
| 1973–74   | Waterford United      | 2–1                  | Finn Harps            |                                       |
| 1974–75   | Bohemian              | 1–1, 2–1             | Finn Harps            |                                       |
| 1975–76   | Limerick              | 4–0, 0–1             | Sligo Rovers          |                                       |
| 1976–77   | Shamrock Rovers       | 1–0                  | Sligo Rovers          |                                       |
| 1977–78   | Dundalk               | 2–2, 2–2 (4–3 pen)   | Cork Alberts          |                                       |
| 1978–79   | Bohemian              | 2–0                  | Shamrock Rovers       |                                       |
| 1979–80   | Athlone Town          | 4–2                  | St Patrick's Athletic |                                       |
| 1980–81   | Dundalk               | 0–0, 0–0 (4–3 pen)   | Galway Rovers         |                                       |
| 1981–82   | Athlone Town          | 1–0                  | Shamrock Rovers       |                                       |
| 1982–83   | Athlone Town          | 2–1                  | Dundalk               |                                       |
| 1983–84   | Drogheda United       | 3–1                  | Athlone Town          |                                       |
| 1984–85   | Waterford United      | 2–1                  | Finn Harps            |                                       |
| 1985–86   | Galway United         | 2–0                  | Dundalk               |                                       |
| 1986–87   | Dundalk               | 1–0                  | Shamrock Rovers       |                                       |
| 1987–88   | Cork City             | 1–0                  | Shamrock Rovers       |                                       |
| 1988–89   | Derry City            | 4–0                  | Dundalk               |                                       |
| 1989–90   | Dundalk               | 1–1 (4–1 pen)        | Derry City            |                                       |
| 1990–91   | Derry City            | 2–0                  | Limerick              |                                       |
| 1991–92   | Derry City            | 1–0                  | Bohemian              |                                       |
| 1992–93   | Limerick City         | 2–0                  | St Patrick's Athletic |                                       |
| 1993–94   | Derry City            | 1–0, 2–1             | Shelbourne            |                                       |
| 1994–95   | Cork City             | 1–0, 1–1             | Dundalk               |                                       |
| 1995–96   | Shelbourne            | 2–2                  | Sligo Rovers          |                                       |
| 1996–97   | Galway United         | 3–1, 1–1             | Cork City             |                                       |
| 1997–98   | Sligo Rovers          | 1–0, 0–0             | Shelbourne            |                                       |
| 1998–99   | Cork City             | 1–1, 1–0             | Shamrock Rovers       |                                       |
| 1999–00   | Derry City            | 3–1, 2–1             | Athlone Town          |                                       |
| 2000–01   | St Patrick's Athletic | 3–1, 2–2             | UCD Dublin            |                                       |
| 2001–02   | Limerick              | 2–1, 0–1 (3–2 pen)   | Derry City            |                                       |
| 2002–03   | Não houve competição  | Não houve competição | Não houve competição  | Não houve competição                  |
| 2003      | St Patrick's Athletic | 1–0                  | Longford Town         | Richmond Park, Dublín                 |
| 2004      | Longford Town         | 2–1                  | Bohemian              | Flancare Park, Longford               |
| 2005      | Derry City            | 2–1                  | UCD Dublin            | Belfield Park, Dun Laoghaire-Rathdown |
| 2006      | Derry City            | 0–0 (3–0 pen)        | Shelbourne            | Brandywell, Derry                     |
| 2007      | Derry City            | 1–0                  | Bohemian              | Brandywell, Derry                     |
| 2008      | Derry City            | 6–1                  | Wexford Youths        | Ferrycarrig Park, Crossabeg           |
| 2009      | Bohemian              | 3–1                  | Waterford United      | Regional Sports Centre, Waterford     |
| 2010      | Sligo Rovers          | 1–0                  | Monaghan United       | The Showgrounds, Sligo                |
| 2011      | Derry City            | 1–0                  | Cork City             | Turners Cross, Cork                   |
| 2012      | Drogheda United       | 3–1                  | Shamrock Rovers       | Estadio de Tallaght, Dublin           |
| 2013      | Shamrock Rovers       | 2–0                  | Drogheda United       | Estadio de Tallaght, Dublin           |
| 2014      | Dundalk               | 3–2                  | Shamrock Rovers       | Oriel Park, Dundalk                   |
| 2015      | St Patrick's Athletic | 0–0 (4–3 pen)        | Galway United         | Eamonn Deacy Park, Galway             |
| 2016      | St Patrick's Athletic | 4–1                  | Limerick              | Markets Field, Limerick               |
| 2017      | Dundalk               | 3–0                  | Shamrock Rovers       | Estadio de Tallaght, Dublin           |
| 2018      | Derry City            | 3–1                  | Cobh Ramblers         | Brandywell, Derry                     |
| 2019      | Dundalk               | 2–2 (6–5 pen)        | Derry City            | Brandywell, Derry                     |

## Títulos por clube
| Clube                         | Títulos | Vices | Temporadas dos títulos                                                            |
| ----------------------------- | ------- | ----- | --------------------------------------------------------------------------------- |
| Derry City FC                 | 11      | 3     | 1988–89, 1990–91, 1991–92, 1993–94, 1999–2000, 2005, 2006, 2007, 2008, 2011, 2018 |
| Dundalk FC                    | 7       | 4     | 1977–78, 1980–81, 1986–87, 1989–90, 2014, 2017, 2019                              |
| St Patrick's Athletic FC      | 4       | 2     | 2000–01, 2003, 2015, 2016                                                         |
| Bohemian FC                   | 3       | 3     | 1974–75, 1978–79, 2009                                                            |
| Athlone Town FC               | 3       | 2     | 1979–80, 1981–82, 1982–83                                                         |
| Cork City FC                  | 3       | 2     | 1987–88, 1994–95, 1998–99                                                         |
| Limerick FC/Limerick City     | 3       | 2     | 1975–76, 1992–93, 2001–02                                                         |
| Shamrock Rovers FC            | 2       | 8     | 1976–77, 2013                                                                     |
| Sligo Rovers FC               | 2       | 3     | 1997–98, 2010                                                                     |
| Galway United/Galway Rovers † | 2       | 2     | 1985–86, 1996–97                                                                  |
| Waterford FC/Waterford United | 2       | 1     | 1973–74, 1984–85                                                                  |
| Drogheda United FC            | 2       | 1     | 1983–84, 2012                                                                     |
| Shelbourne FC                 | 1       | 3     | 1995–96                                                                           |
| Longford Town FC              | 1       | 1     | 2004                                                                              |
| Finn Harps FC                 | –       | 3     | –                                                                                 |
| UCD Dublin AFC                | –       | 2     | –                                                                                 |
| Wexford Youths FC             | –       | 1     | –                                                                                 |
| Cork Alberts FC †             | –       | 1     | –                                                                                 |
| Monaghan United FC            | –       | 1     | –                                                                                 |
| Cobh Ramblers FC              | –       | 1     | –                                                                                 |

- † Equipe extinta.